# Discografia degli U.D.O.

## Album in studio
- 1987 - Animal House
- 1989 - Mean Machine
- 1990 - Faceless World
- 1991 - Timebomb
- 1997 - Solid
- 1998 - No Limits
- 1999 - Holy
- 2002 - Man and Machine
- 2004 - Thunderball
- 2005 - Mission No. X
- 2007 - Mastercutor
- 2009 - Dominator
- 2011 - Rev-Raptor
- 2013 - Steelhammer
- 2015 - Decadent
- 2018 - Steelfactory

## Album dal vivo
- 2001 - Live from Russia
- 2003 - Nailed to Metal - The Missing Tracks
- 2008 - Mastercutor Alive
- 2012 - Live in Sofia
- 2014 - Steelhammer - Live from Moscow

## Raccolte
- 1999 - Best of U.D.O.
- 2007 - Metallized - 20 Years of Metal
- 2012 - Celebrator - Rare Tracks

## EP
- 2005 - 24/7
- 2007 - The Wrong Side of Midnight
- 2009 - Infected
- 2011 - Leatherhead

## Singoli
- 1988 - They Want War
- 1990 - Faceless World
- 1990 - Heart of Gold
- 1997 - Two Faced Woman
- 1997 - Independence Day
- 1998 - Lovemachine
- 2002 - Dancing With an Angel
- 2013 - Metal Machine
- 2013 - Steelhammer

## Videografia

### DVD / Blu-ray
- 2003 - Nailed to Metal - The Complete History
- 2004 - Thundervision
- 2008 - Mastercutor Alive
- 2012 - Live in Sofia
- 2014 - Steelhammer - Live from Moscow

### Video musicali
- 1987 - They Want War (Animal House)
- 1988 - Break the Rules (Mean Machine)
- 1990 - Heart of Gold (Faceless World)
- 1997 - Independence Day (Solid)
- 2002 - Dancing With an Angel (Man and Machine)
- 2004 - Thunderball (Thunderball)
- 2004 - The Arbiter (Thunderball)
- 2004 - Trainride In Russia (Thunderball)
- 2004 - Blind Eyes (Thunderball)
- 2005 - Mean Streets (Mission No. X)
- 2007 - The Wrong Side of Midnight (Mastercutor)
- 2009 - Black and White (Dominator)
- 2011 - Leatherhead (Rev-Raptor)
- 2011 - I Give As Good As I Get (Rev-Raptor)
- 2013 - Metal Machine (Steelhammer)
- 2013 - Heavy Rain (Steelhammer)
- 2015 - Decadent (Decadent)